# 琉球群岛
琉球群島（日语：／ Ryūkyū rettō */?）是太平洋西部的一系列島嶼群，位於台灣與九州之間，包括沖繩群島、萨南群島（包括大隅群島、吐噶喇群島、奄美群島）、先島群島（包含宮古群島和八重山群島）、大東群島等群島，以及存有主權爭議的尖閣諸島（即釣魚臺列嶼）。人口構成以世居於此的琉球族為主。現由日本統治，被稱為南西諸島（／ Nansei shotō），當中大部分區域屬沖繩縣，僅萨南群島屬鹿兒島縣管轄。
琉球群岛的特殊地理位置，使其自古以來成為东北亚和东南亚邻近国家的贸易枢杻。其歷史上曾建有琉球国等國家，與中國明朝、清朝及古代日本均有朝貢關係。17世纪初，琉球国遭位於日本九州南部的萨摩藩入侵，失去奄美群島之領土。日本明治维新之后，1871年将琉球國編為令制國，次年改設琉球藩，正式納入日本版图。1879年，日本廢除琉球藩，在奄美群島除外的琉球群島島群設置沖繩縣管轄，奄美群島则另劃歸鹿儿岛县。太平洋战争期間，琉球群岛成為唯一被盟軍攻佔的日本領土，戰後被美國接管，之後在1952年4月1日與1972年5月14日分階段交還日本，並恢復設置沖繩縣。

## 名稱
由於位於日本本土的西南方，日本官方將琉球群島稱為「南西諸島」，這與中文環境及國際稱呼的習慣不同。南西諸島一名是由舊日本海軍的水路部在1887年命名的，並於隔年發行的海圖《石垣泊地 日本・南西諸島・石垣島》首次記載於文字紀錄上。值得注意的是，「南西諸島」僅為日本政府使用的行政名稱，並非地理學與地球科學的專門用語，在地球科學、生態學和考古學領域則使用「琉球弧」名稱。
由於歷史上，日本先於17世紀從琉球國取得奄美群島並併入薩摩藩（廢藩置縣後納入鹿兒島縣管轄），19世紀再併吞琉球國全域，取得沖繩群島、宮古群島、八重山群島並設置為琉球藩（之後改設置沖繩縣），因此如今整個琉球群島在日本又可劃分為“薩南諸島”（意為薩摩國之南的諸多島嶼）、“琉球諸島”（意為屬琉球國的諸多島嶼）、“大東諸島”等三大島群。詳細的島群劃分如下表所示：
| 琉球群島 / 南西諸島 | 構成之島嶼群 | 構成之島嶼群 | 構成之島嶼群                   | 所屬行政區劃 |
| --- | ------------ | ------------ | ------------------------------ | ------------ |
| 琉球群島 / 南西諸島 | 薩南諸島     | 大隅諸島     | 大隅諸島                       | 鹿兒島縣     |
| 琉球群島 / 南西諸島 | 薩南諸島     | 吐噶喇列島   |                                | 鹿兒島縣     |
| 琉球群島 / 南西諸島 | 薩南諸島     | 奄美群島2    |                                | 鹿兒島縣     |
| 琉球群島 / 南西諸島 | 琉球諸島     | 沖繩諸島     | （沖繩島、久米島、硫磺鳥島等） | 沖繩縣       |
| 琉球群島 / 南西諸島 | 琉球諸島     | 沖繩諸島     | 慶良間列島                     | 沖繩縣       |
| 琉球群島 / 南西諸島 | 琉球諸島     | 先島諸島     | 宮古列島                       | 沖繩縣       |
| 琉球群島 / 南西諸島 | 琉球諸島     | 先島諸島     | 八重山列島                     | 沖繩縣       |
| 琉球群島 / 南西諸島 | 琉球諸島     | 先島諸島     | 尖閣諸島4                      | 沖繩縣       |
| 琉球群島 / 南西諸島 | 大東諸島     |              |                                | 沖繩縣       |
| 註1：本列表使用日本政府採用的地名，並以國土地理院採用的地名為準。註2：奄美群島為日本政府在2010年同意採用的正式地名。註3：標示斜體者為日本政府尚未統一用法的地名。註4：尖閣諸島即中文所稱的「」，而英語少量媒體則同時使用兩者（Senkaku Islands/Diaoyu Islands）。中華人民共和國、中華民國與日本皆主張擁有其主权。 |              |              |                                |              |

日文的「諸島」相當於中文的「群島」之意，至於日文的「南西諸島」為中文的「琉球群島」，故日文的「琉球諸島」中文亦可稱「琉球群島」，不同的是後者是狹義範圍、也就是僅沖繩縣所轄的範圍。此外，曾為琉球國立國領土的奄美諸島、沖繩諸島、宮古列島與八重山列島（以上即為琉球國最盛時期領土），在日本又被總稱為「琉球列島」。因此，中文的「琉球群島」就可能會有三種大小範圍的指稱。

## 主要島嶼
注：日本漢字名写法与中文通用名稱略有不同。

### 薩南群島
（日文原名：日语：）
- 大隅群島（大隅諸島）
屋久島、種子島、口永良部島、馬毛島（無人島）、竹島、硫磺島（薩摩硫黄島）、黑島
- 吐噶喇群島（トカラ列島）
口之島、中之島、臥蛇島（無人島）、小臥蛇島（無人島）、平島、諏訪之瀨島、惡石島、小島（無人島）、小寶島、寶島、上之根島（無人島）、橫當島（無人島）
- 奄美群島（奄美諸島）
奄美大島、枝手久島（無人島）、喜界島、加計呂麻島、江仁屋離島（無人島）、須子茂島（無人島）、與路島（与路島）、與路島（無人島）、請島、木山島（無人島）、德之島（徳之島）、沖永良部島、與論島（与論島）

### 沖繩群島
（日文原名：日语：）
- 硫磺鳥島（無人島）、沖繩島（沖縄本島）、瀨底島（瀬底島）、水納島、宮城島（大宜味村）、宮城島（宇流麻市）、伊計島、濱比嘉島（浜比嘉島）、平安座島、藪地島、津堅島、古宇利島、瀨長島（瀬長島，無人島）、屋我地島、奧武島（名護市，無人島）、久高島、奧武島（南城市）、伊江島
- 伊平屋伊是名群島（伊平屋伊是名諸島）：伊平屋島、野甫島（無人島）、伊是名島
- 慶良間群島（慶良間諸島）
渡嘉敷島、前島、座間味島、阿嘉島、慶留間島、外地島（無人島・慶良間空港）、奧武島（座間味村的無人島）
- 粟國島（粟国島）、渡名喜島
- 久米島、奧武島（久米島町）、東奥武島（オーハ島）、久米鳥島

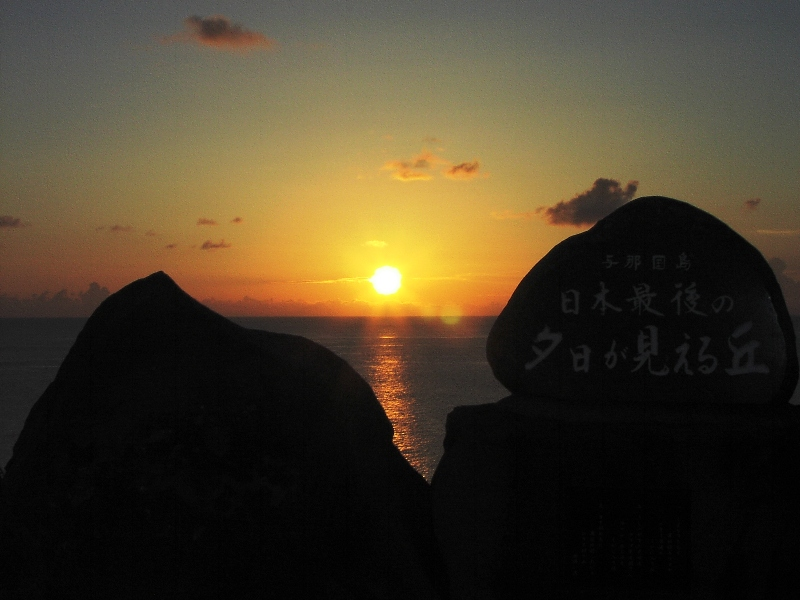
与那国岛的日落

### 先島群島
（日文原名：日语：）
- 宮古群島（宮古列島）
宮古島、池間島、大神島、來間島（来間島）、伊良部島、下地島、水納島、多良間島
- 八重山群島（八重山列島）
石垣島、竹富島、小濱島（小浜島）、黑島、新城島、西表島、鳩間島、由布島、波照間島、與那國島（与那国島）
- 釣魚臺列嶼（尖閣諸島） ※存在主權爭議[27][28]。
、黃尾嶼（久場島）、赤尾嶼（大正島）、北小島、南小島、（沖の北岩）、

### 大東群島
（日文原名：日语：）
- 北大東島、沖大東島、南大東島

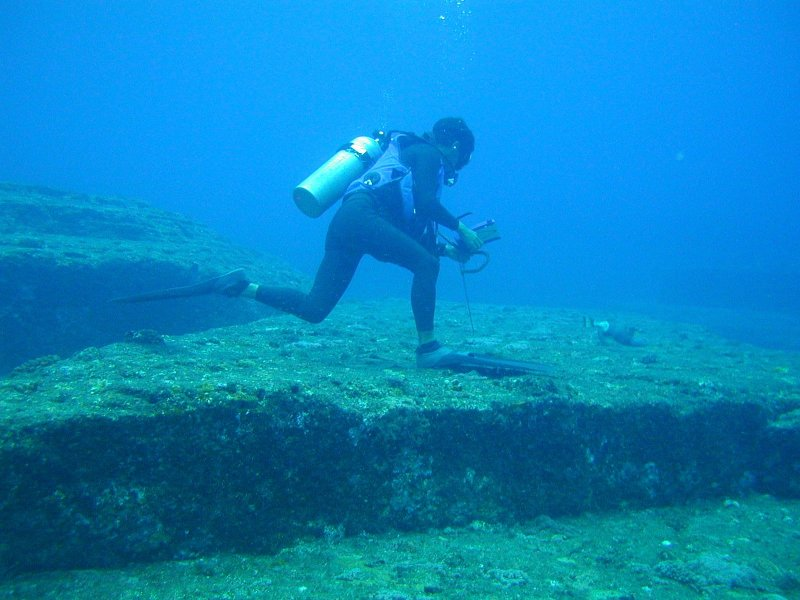
海底遺跡
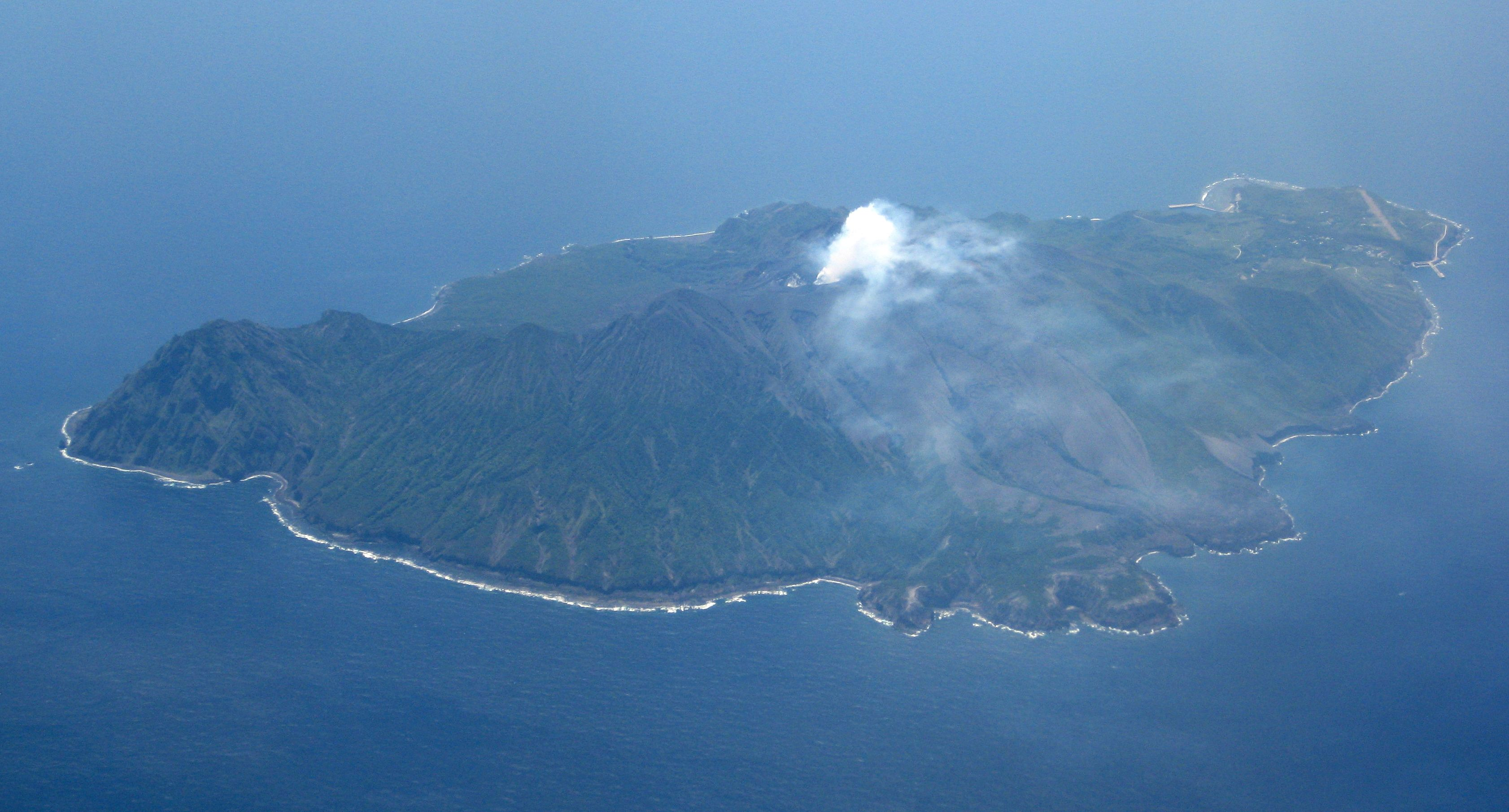
諏訪之瀨島
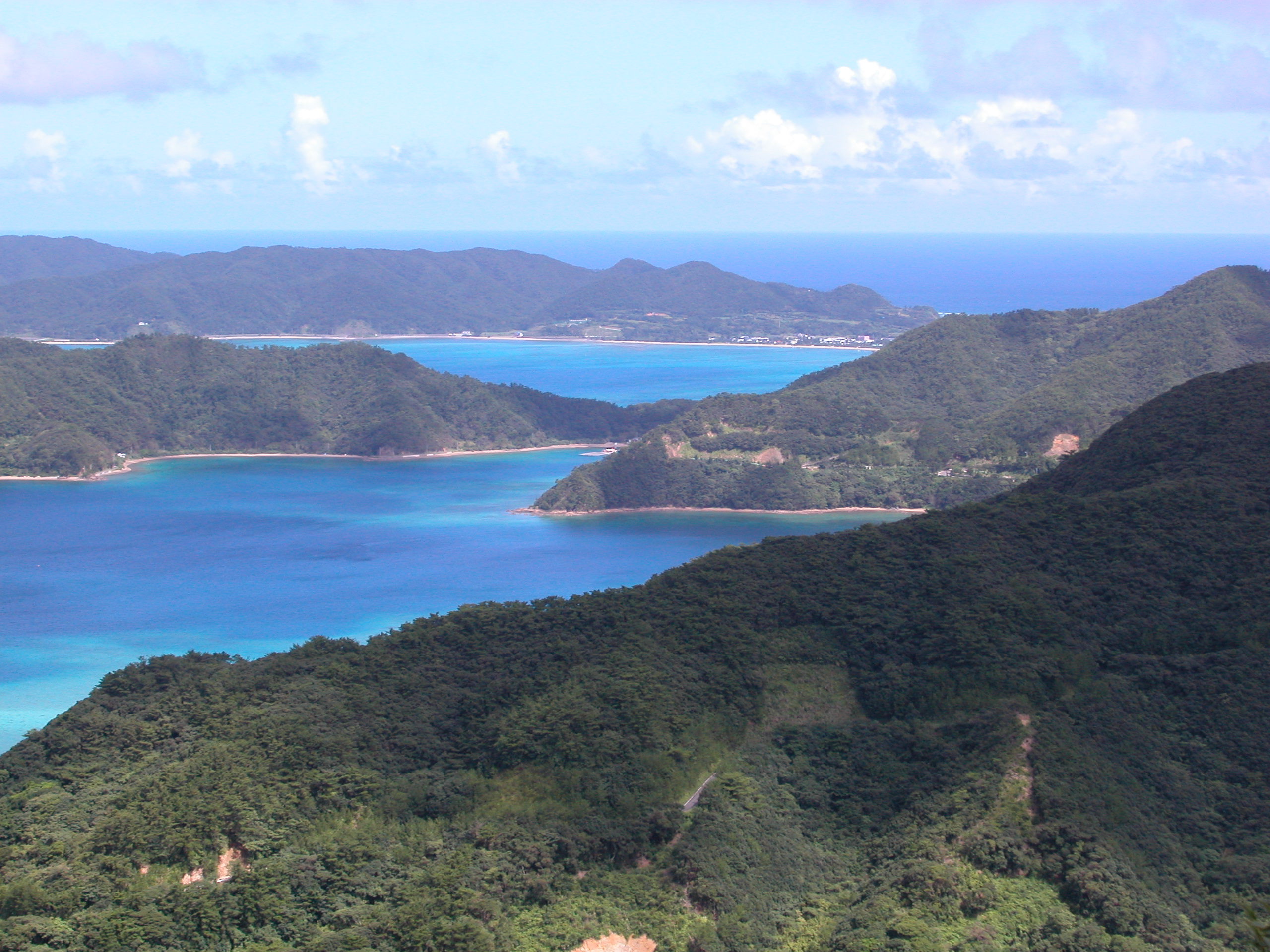
奄美大島
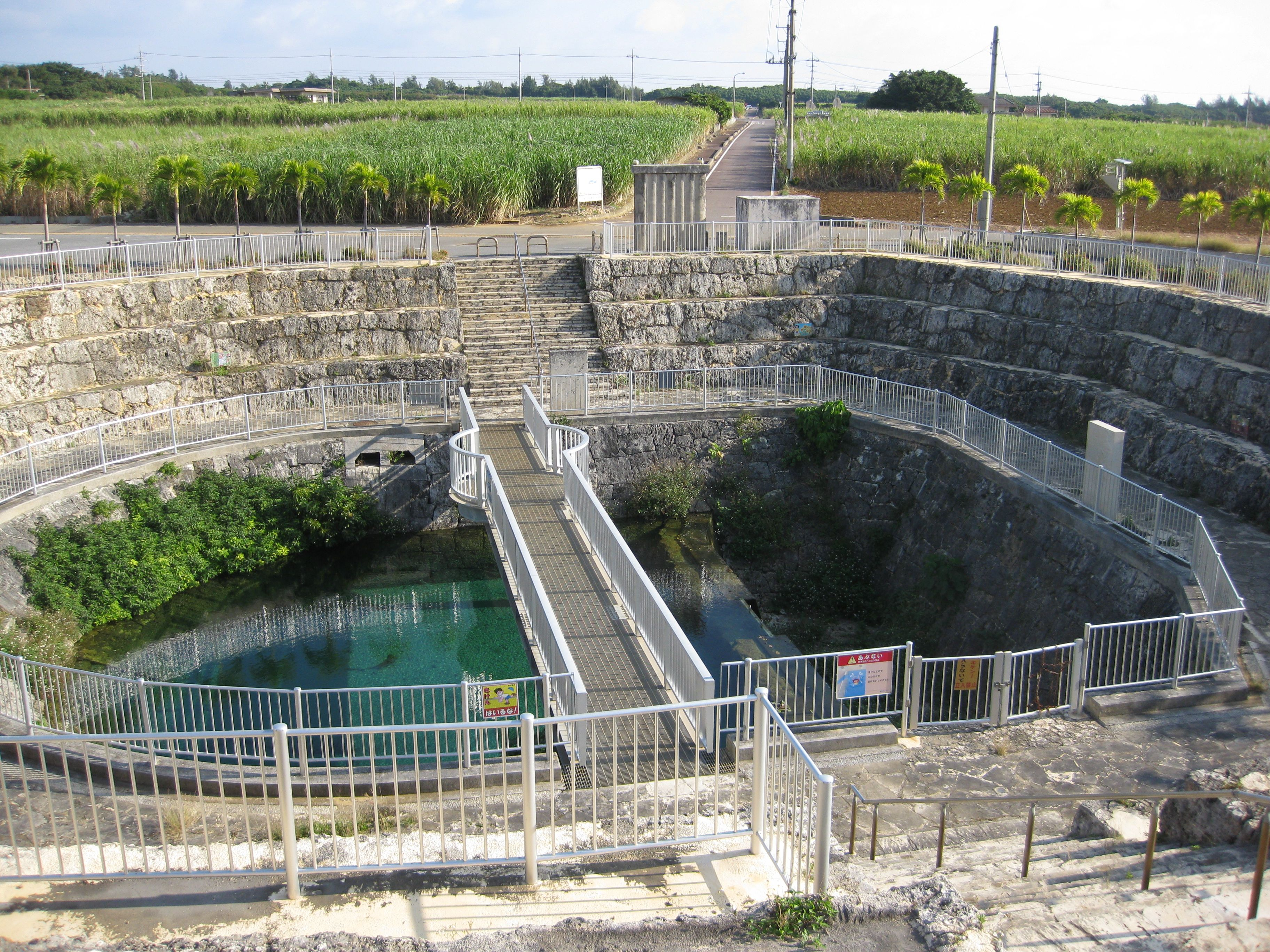
宮古島福里井
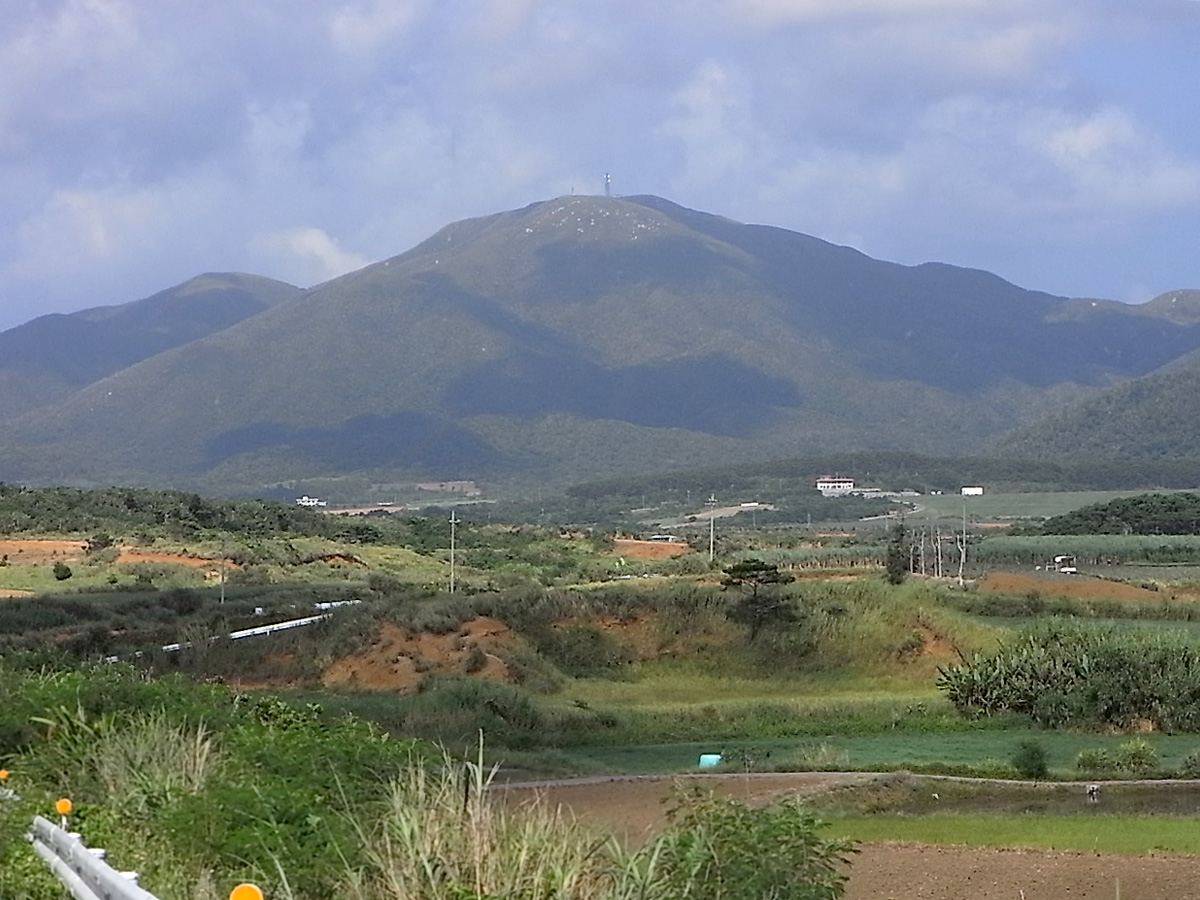
茂登岳
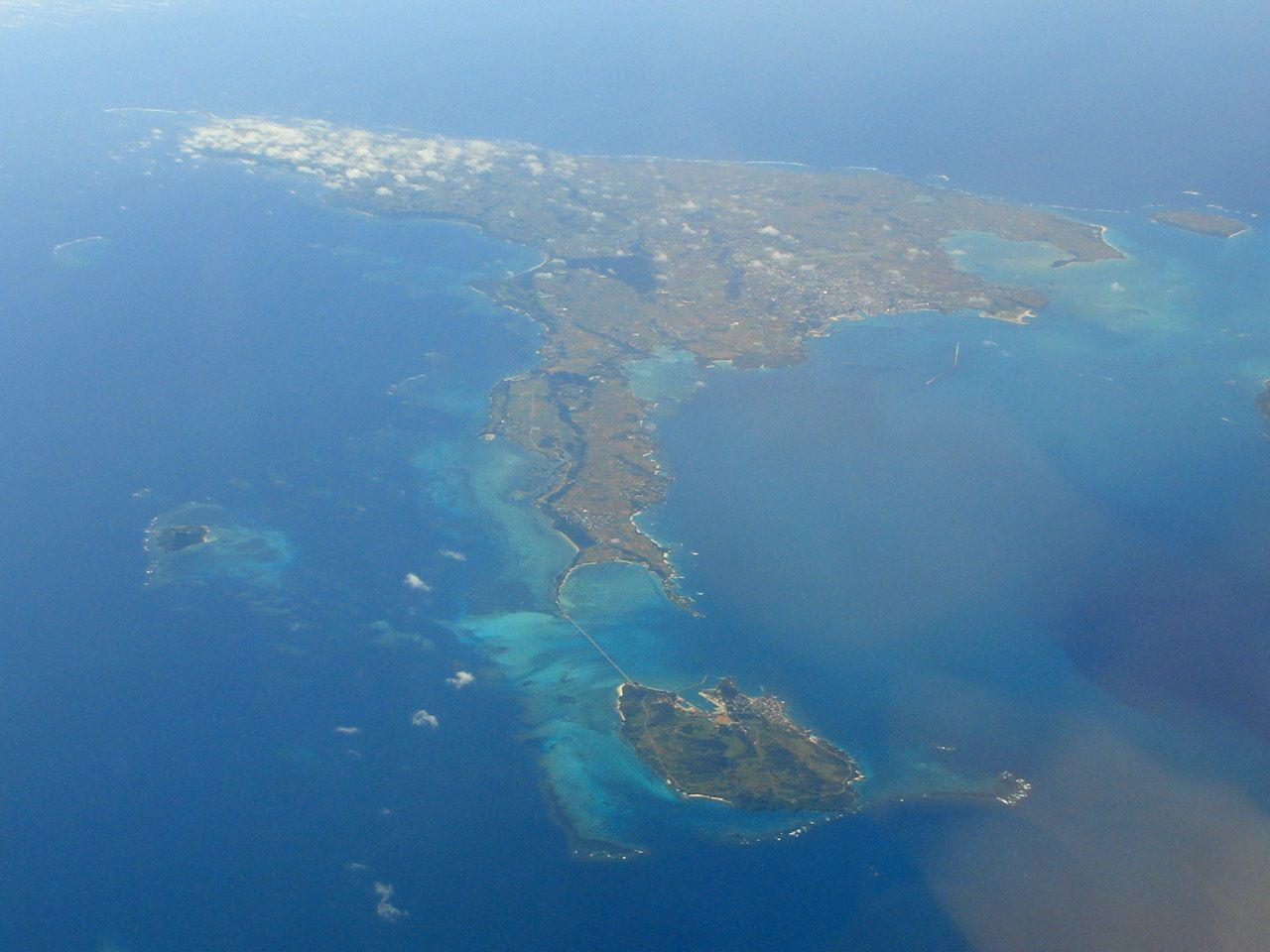
宮古列島
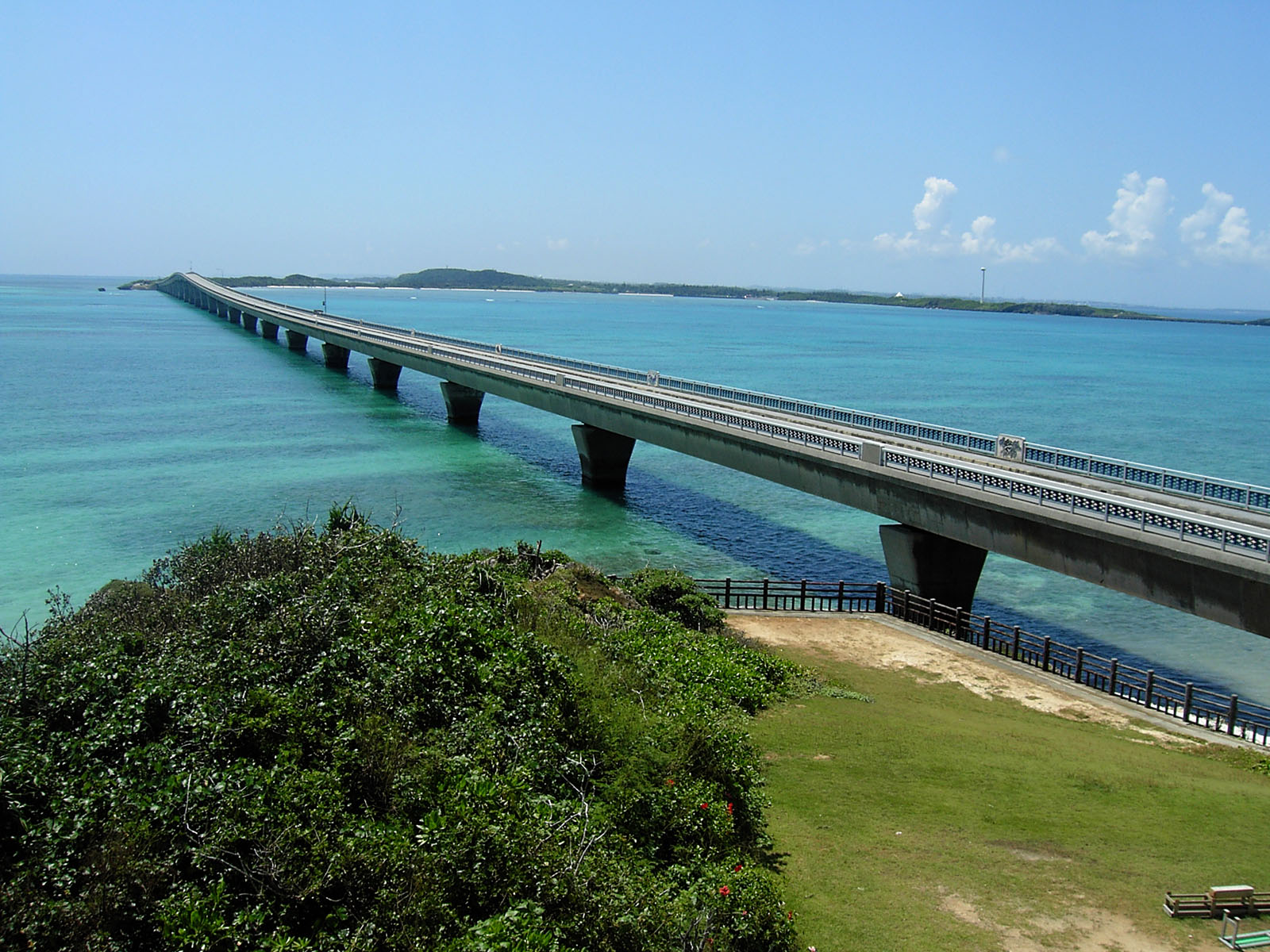
池間橋
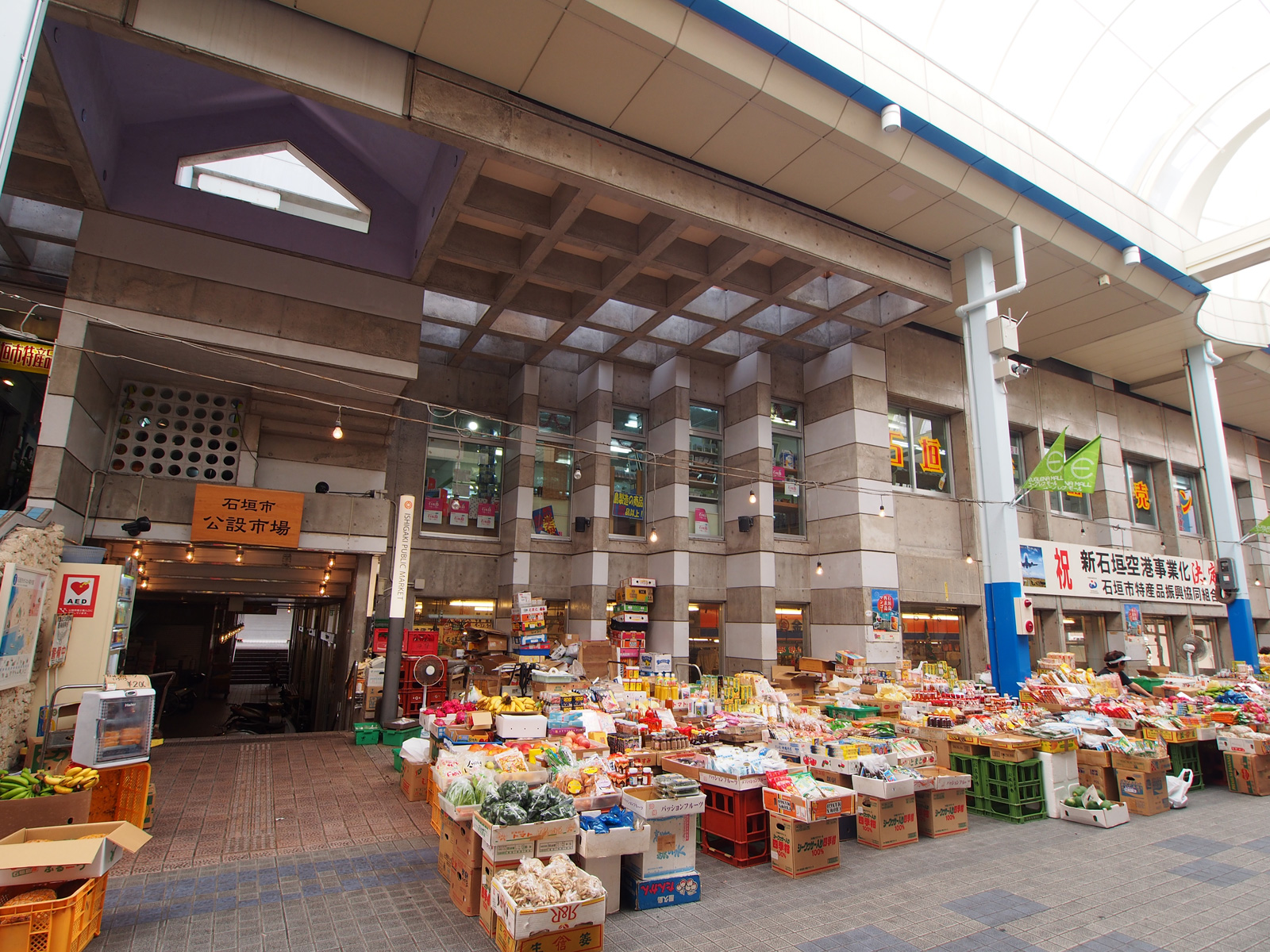
石垣市公設市場

## 历史

### 獨立國家時期
琉球群島在歷史上曾有琉球国等獨立之國家，古琉球國並與中國建立長久的朝貢關係，因水路之便而成為邻近国家的贸易枢杻。
1609年，琉球国被位於日本九州最南部的薩摩藩擊敗，失去奄美群島之領土，琉球國也因此同時與中国（明朝與清朝）及日本薩摩藩、江户幕府有朝貢關係。琉球国因其特殊的地理位置，以东北亚和东南亚贸易的中转站著称，贸易发达，具有重要的戰略地位。

### 日本帝国時期
明治维新後，日本政府於1871年8月開始在全國範圍內實施廢藩置縣，將實際上受到薩摩藩（鹿兒島縣）支配的琉球國編為令制國。1872年改制為日本的琉球藩（当时琉球尚屬清日两国的附属国）；1879年琉球藩被廢除，沖繩縣設立，原琉球藩境內的島嶼群均納入沖繩縣管轄。清政府雖对此於1877年至1880年提出交涉，但隨著清朝國勢的衰弱而無疾而終。這個琉球被日本合併的事件被稱為「琉球處分」。

### 美國託管時期
第二次世界大战太平洋战争期間，琉球群岛為交戰雙方重要的軍事據點。1945年發生沖繩島戰役，美軍登陸沖繩本島，4月成立美國海軍政府，管轄的範圍包括奄美群岛（1945年至1953年）、沖繩群島、宮古群島和八重山群島（1945年至1972年）。1946年7月轉為美國陸軍政府管辖，1950年12月改組為琉球列島美國民政府（USCAR, United States Civil Administration of the Ryukyu Islands）。美國治理琉球時期，曾在琉球群島设立奄美群島政府、沖繩群島政府、宮古群島政府、八重山群島，後来1952年4月改为地方廳，由琉球群島美國民政府设立的琉球政府管辖。
战後，根据《波茨坦公告》第8条的补充规定「开罗宣言之条件必将实施，而日本之主权必将限于本州、北海道、九州、四国及吾人所决定其他小岛之内」，但未載明是哪些小島。

### 復歸日本
代表同盟國的美国等48個國家（中華民國與蘇聯未參與）在1951年與日本签定《舊金山和約》，日本同意美國獲得對琉球群島的行政、立法、司法等施政權。而後美國在1953年與1972年先後將奄美群島與沖繩群島等地的施政權歸還日本，直至今日。琉球群島目前分屬日本國的鹿儿岛县辖下与沖繩縣全县：北部的奄美群島為鹿儿岛县的一部分，而餘下的群島均隸屬於沖繩縣。

## 外部連結
- （英文）琉球群島亞熱帶長綠森林(WWF) （页面存档备份，存于）
- （日語）琉球文化網 （页面存档备份，存于）
- （日語）琉球情報網 （页面存档备份，存于）